# پیش از آنکه بمیرم
«پیش از آنکه بمیرم» (انگلیسی: Before I Fall) یک کتاب از لورن اولیور است که توسط انتشارات هارپرکالینز منتشر شد.

## ترجمه فارسی
این کتاب در ایران با همین عنوان، توسط هما قناد ترجمه و توسط نشر میلکان چاپ گردید.

## موضوع
```
این رمان با روایتی متفاوت و ماورایی به سرخوردگی‌ها، چالش‌های اجتماعی و دشواری‌های هویتی جوانان در جامعه امروز می‌پردازد.
```

### خلاصه داستان
این داستان درباره دختر نوجوانی است که به مدت یک هفته، آخرین روز زندگی‌اش را دوباره زندگی می‌کند. او برای اینکه بفهمد چرا این اتفاق برای او افتاده است و جلوی سرنوشتش را بگیرد، هر روز رفتار و کارهای کاملا متفاوتی را انجام می‌دهد. اما برخی از این کارها، چون با شخصیت او بسیار متفاوت است، موجب تعجب خانواده و دوستانش می‌شود. مهمترین کاری که او در این روزهای تکرارشونده انجام می‌دهد تلاش برای دوستی با دختر بیماری است که پیش از این در مدرسه با او رفتار خوبی نداشته‌است ...

## فيلم ساخته شده از رمان
این رمان با عنوان اصلی Before I Fall در سال ۲۰۱۰ منتشر شد و بر اساس آن فیلمی نیز ساخته شد که آن هم به موفقیت‌های بسیاری دست‌یافت.